# Ланин, Август Васильевич
Август Васильевич Ланин (8 августа 1925, Красивая Мечь Тульской области — 2 ноября 2006, Санкт-Петербург) — советский и российский художник, архитектор, дизайнер, член Союза художников (с 1956) и Союза архитекторов (с 1954), профессор кафедры рисунка и живописи архитектурного факультета Ленинградского инженерно-строительного института.

## Биография
Август Ланин окончил архитектурный факультет Ленинградского института живописи, скульптуры и архитектуры имени И. Е. Репина в 1952 году. Работал архитектором в мастерской Л. М. Полякова в институте «Моспроект» в Москве, затем старшим архитектором Государственного института по проектированию заводов машиностроения и приборостроения (Гипромашприбор) в Ленинграде. В 1956—1963 годах участвовал во многих художественных выставках в СССР и за рубежом, приобрел известность как график, автор линогравюр и монотипий, отмечавшихся ленинградской прессой и искусствоведами.
В 1963 году в ходе кампании по борьбе с формализмом, развернутой в Советском Союзе после посещения Н. С. Хрущёвым выставки в московском Манеже, бюро секции графики Ленинградского Союза художников признало графические работы Ланина формалистическими, и на протяжении следующих пятнадцати лет его произведения не выставлялись, за исключением кафедральных и персональных выставок в ЛИСИ, где он с 1965 года преподавал будущим архитекторам рисунок, живопись и объёмно-пространственную композицию.
В середине 1960-х годов художник создает ряд «авангардистских» произведений, в том числе коллажей из дерева, металла, радиодеталей, производственных отходов и т. д., предвосхищавших художественные практики ленинградского андеграунда. Однако к началу 1970-х годов, когда в Ленинграде стали возникать независимые художественные объединения и другие институции неофициального искусства, Ланин уже утратил интерес к подобным экспериментам и в деятельности этих групп участия не принимал.
С 1967 года его увлекает идея синтеза искусств на электронной основе. В реализованных, частично реализованных и оставшихся неосуществленными проектах конца 1960-х — середины 1980-х годов соединялись сложные пространственные формы, световые эффекты, музыка, видеоряд, корреляция которых обеспечивалась автоматически с помощью электронного анализатора звука. Среди многочисленных работ Ланина в этой новой в то время области искусства нужно отметить проект искусственной среды с активным эмоциональным воздействием, выполненный по заказу московского Научно-исследовательского института медико-биологических проблем и призванный решить проблему сенсорной депривации в условиях длительного пребывания в космосе, оформление интерьеров ряда учреждений Министерства электронной промышленности СССР, проекты монументальных цветомузыкальных установок на городских площадях, выполненные по заказам горисполкомов Архангельска, Кишинёва и других городов. Эти проекты неоднократно демонстрировались по телевидению, публиковались в художественных изданиях, центральной и ленинградской прессе. Теоретические основы своего метода функционального синтеза искусств Ланин изложил в диссертации «Архитектура зрелищных сооружений и синтез искусств на современной технической основе», защищенной в 1984 году.
С 1975 года художник преимущественно занимался станковой живописью, к которой до тех пор обращался лишь эпизодически. Персональные выставки Ланина в Союзе художников в 1978 и Союзе архитекторов в 1979 годах пользовались успехом у зрителей, некоторые из которых во время завершавших выставки обсуждений противопоставляли их типичным художественным экспозициям того времени. Это вызвало недовольство руководства Союза художников и снова привело к отстранению Ланина от участия в выставках, продлившемуся вплоть до начала перестройки. Впоследствии большие персональные выставки художника состоялись в 1988 году в Ленинградском дворце молодёжи и в 1989 году в Выставочном зале на Охте, а в постсоветский период — в 1997 году в галерее «Палитра», в том же году в выставочном зале Центральной библиотеки имени А. А. Блока, в 2001 году в Санкт-Петербургском Союзе художников. В 2008 году посмертная персональная выставка прошла в петербургской галерее «Альбом».
Работы Августа Ланина хранятся в Государственном Русском музее, Музее искусства Санкт-Петербурга XX—XXI веков, Российской национальной библиотеке, Всероссийском музее А. С. Пушкина, Государственном центральном музее современной истории России, Государственном музее истории Санкт-Петербурга, Екатеринбургском музее изобразительных искусств, Красноярском художественном музее имени В. И. Сурикова, Краснодарском краевом художественном музее имени Ф. А. Коваленко, Романовском музее Костромского государственного историко-архитектурного и художественного музея-заповедника, художественном собрании Историко-этнографического музея-заповедника «Шушенское», Сахалинском областном краеведческом музее, Павлодарском областном художественном музее (Республика Казахстан), галерее «Стеклянное небо» (Санкт-Петербург), Grosvenor gallery (Лондон, Англия), в частных собраниях, в семье художника.